# Whitehorse Falls
Die Whitehorse Falls sind ein Wasserfall des Clearwater River im Douglas County im US-Bundesstaat Oregon. Der vier Meter hohe Wasserfall befindet sich innerhalb des Whitehorse Falls Campground nahe der Oregon Route 138 im Umpqua National Forest, 102 km östlich von Roseburg, Oregon.